# Лазар Младенов (революционер)
 Тази статия е за българския революционер.  За българския духовник вижте Лазар Младенов.  За българския общественик вижте Лазар Младенов (общественик).
Лазар Младенов е български революционер, деец на „Охрана“ по време на Втората световна война.

## Биография
Лазар Младенов е роден в костурското село Кондороби, тогава в Османската империя, днес Метаморфоси, Гърция. В началото на 1943 година се присъединява към „Охрана“ и е определен за ръководител на отряд от около 300 души в Костур.